# Zernien
Zernien est une commune allemande de l'arrondissement de Lüchow-Dannenberg, Land de Basse-Saxe.

## Géographie
Zernien se trouve au sein du parc naturel d'Elbhöhen-Wendland, dans la région du Drawehn. Le point culminant de son territoire est le Hoher Mechtin, à 142 m d'altitude, à 3 km au sud-est de la commune.
| Himbergen | Göhrde     | Göhrde        |
| Stoetze   | Zernien    | Karwitz       |
| Rosche    | Waddeweitz | Küsten/Jameln |

La commune de Zernien regroupe 18 quartiers depuis la réforme administrative de 1972 :
| - Bellahn - Braasche - Breese an der Göhrde - Fließau - Glieneitz - Gülden - Keddien - Klöterhörn - Middefeitz | - Mützingen - Prepow - Reddien - Redemoißel - Riebrau - Sellien - Spranz - Timmeitz - Zernien |

Avant 1972,  Bellahn, Neu-Bellahn, Keddien et Spranz appartenaient à la commune de Fließau et Klöterhörn à Breese an der Göhrde. La commune de Reddien avec le quartier de Glieneitz faisait partie de l'arrondissement d'Uelzen.

## Histoire
L'église de Riebrau est mentionnée pour la première fois en 1534. Les habitants sont chassés du terrain de chasse royal de Göhrde. Détruite durant la guerre de Trente Ans, elle est reconstruite en 1655 avec un presbytère. Elle est bâtie une troisième fois en 1763.
Une chapelle à Gülden est mentionnée à la même date que la première église de Riebrau.
Le village connaît un essor avec l'ouverture de la ligne d'Uelzen à Dannenberg en 1924 et la construction d'une gare. Plusieurs entreprises de transformation du bois viennent à proximité.

## Économie et infrastructure
La Bundesstraße 191 entre Uelzen et Dannenberg passe par la commune. La ligne de chemin de fer est aujourd'hui fermée, cependant une association s'est créée pour mettre en place un projet touristique.
L'émetteur de Dannenberg/Zernien est élevé en 1953. À l'est, dans le quartier de Middefeitz, une tour de télécommunication est la propriété de Deutschen Telekom.

## Source de la traduction
- (de) Cet article est partiellement ou en totalité issu de l’article de Wikipédia en allemand intitulé « Zernien » (voir la liste des auteurs).